# ۲۹۳۴ آریستوفان
سیارک ۲۹۳۴ (به انگلیسی: 2934 Aristophanes، نامگذاری:4006P-L) دو هزار و نهصد و سی و چهارمین سیارک کشف شده‌است که در ۲۵ سپتامبر ۱۹۶۰ کشف شد.
قدر مطلق سیارک برابر ۱۱٫۲۰ است.